# Heishui, Chongqing
Heishui (kinesiska: 黑水) är en köping i sydvästra Kina. Den ligger i häradet Youyang i storstadsområdet Chongqing omkring 220 kilometer öster om det centrala stadsdistriktet Yuzhong. Antalet invånare är 17 180. Befolkningen består av 8 302 kvinnor och 8 878 män. Barn under 15 år utgör 27,0 %, vuxna 15-64 år 59 %, och äldre över 65 år 13,0 %.